# Unión Deportiva Almería 2023-2024
Questa voce raccoglie le informazioni riguardanti l'Unión Deportiva Almería nelle competizioni ufficiali della stagione sportiva 2023-2024.

## Divise e sponsor
Le tenute di gioco sono fornite, per la seconda stagione consecutiva, da Castore, azienda britannica. Il main sponsor è la confermata Khaled Juffali & Co., il cui logo campeggia sul petto delle divise, il back sponsor è Power Horse e sui pantaloncini viene mostrato il marchio di Kudu Restaurants, catena saudita di fast-food. Sussistono poi sponsor minori, non presenti cioè sulle distinte, come Coca-Cola, CaixaBank o BP.
| Casa | Trasferta | Terza divisa | Portiere | Portiere trasferta | Portiere alternativa |

La prima maglia è, come da tradizione, a strisce verticali biancorosse, con collo a V e stemma societario sul cuore. I calzoncini sono sovente rossi, e i calzettoni sono bianchi con una buona parte rossa. La divisa da trasferta è grigio scuro con inserti giallognoli, mentre la terza tenuta è di colore azzurro chiaro. I portieri hanno a disposizione un completo verdino, uno arancione e uno rosa scuro tendente al viola, tutti provvisti di dettagli neri.

## Organigramma societario
Dal sito internet ufficiale della società.
Area direttiva
- Presidente: Turki Al-Sheikh
- Vice presidente: Yazeed Atwayjri
- Direttore sportivo: João Gonçalves
- Team Manager: Mohamed Adel Seddik
- Consiglieri d'amministrazione: Ibrahim Ewis, Feras Khalid Al-Muathin, Mohamed A Alhamdan
- Amministratore delegato: Mohamed El Assy
- Segretario generale: Mariano Blanco
- Vice segretario generale, COO: Mostafa Yilmaz
- Direttrice delle finanze: Rosa Mar Barea Puertas
- Direttore amministrativo: Antonio Alonso
- Coordinatore amministrativo prima squadra: Juan Francisco Martínez Carvajal
- Coordinatore amministrativo settore giovanile: Luis Alberto Gómez
- Manager sportivo: Pedro Moreno Gómez

Area legale
- Avvocati societari: Mariano Blanco Lao, Lorena García

Comunicazione e media
- Direttore: Juanjo Moreno Millán
- Addetto stampa: Javier Fernández-Rufete
- Social media manager: Carlos Felipe López

Staff tecnico
- Allenatore: Vicente Moreno fino al 29 settembre 2023, poi Alberto Lasarte (ad interim) fino all'8 ottobre 2023, poi Gaizka Garitano fino al 13 marzo 2024, poi Pepe Mel
- Vice allenatore: Daniel Pendín fino al 29 settembre 2023, poi Patxi Ferreira fino al 13 marzo 2024, poi Nacho Pérez
- Preparatore dei portieri: Ricardo Molina
- Match Analyst: José Luis Deus

Staff medico
- Responsabile: Diego Portugal Maziel
- Fisioterapista: Javi Simón

Pubblicità, marketing e stadio
- Direttore: César Hernando Navarro
- Responsabile della logistica: Ana Barea
- Biglietteria: Juan Carlos Marín

## Rosa
Rosa aggiornata al 16 marzo 2024.
| N. |                      | Ruolo | Calciatore                     |
| -- | -------------------- | ----- | ------------------------------ |
| 1  | Spagna (bandiera)    | P     | Diego Mariño                   |
| 2  | Brasile (bandiera)   | D     | Kaiky                          |
| 3  | Spagna (bandiera)    | D     | Edgar                          |
| 4  | Ghana (bandiera)     | C     | Iddrisu Baba                   |
| 5  | Argentina (bandiera) | C     | Lucas Robertone (capitano)     |
| 6  | Senegal (bandiera)   | C     | Dion Lopy                      |
| 7  | Belgio (bandiera)    | A     | Largie Ramazani                |
| 8  | Spagna (bandiera)    | C     | Arnau Puigmal                  |
| 8  | Spagna (bandiera)    | C     | Jonathan Viera                 |
| 9  | Colombia (bandiera)  | A     | Luis Suárez                    |
| 10 | Spagna (bandiera)    | A     | Adrián Embarba (vice capitano) |
| 11 | Spagna (bandiera)    | C     | Gonzalo Melero                 |
| 12 | Brasile (bandiera)   | A     | Léo Baptistão                  |
| 13 | Spagna (bandiera)    | P     | Fernando Martínez              |
| 14 | Brasile (bandiera)   | A     | Lázaro                         |
| 15 | Spagna (bandiera)    | D     | Sergio Akieme                  |

| N. |                          | Ruolo | Calciatore             |
| -- | ------------------------ | ----- | ---------------------- |
| 15 | Honduras (bandiera)      | A     | Anthony Lozano         |
| 16 | Serbia (bandiera)        | D     | Aleksandar Radovanović |
| 17 | Spagna (bandiera)        | D     | Alejandro Pozo         |
| 18 | Spagna (bandiera)        | D     | Marc Pubill            |
| 19 | Spagna (bandiera)        | C     | Sergio Arribas         |
| 20 | Spagna (bandiera)        | D     | Álex Centelles         |
| 21 | Spagna (bandiera)        | D     | Chumi                  |
| 22 | Serbia (bandiera)        | D     | Srđan Babić            |
| 22 | Messico (bandiera)       | D     | César Montes           |
| 23 | Mali (bandiera)          | A     | Ibrahima Koné          |
| 24 | Guinea-Bissau (bandiera) | D     | Houboulang Mendes      |
| 24 | Mozambico (bandiera)     | D     | Bruno Langa            |
| 25 | Portogallo (bandiera)    | P     | Luís Maximiano         |
| 26 | Spagna (bandiera)        | C     | Marcos Peña            |
| 29 | Serbia (bandiera)        | A     | Marko Milovanović      |
| 34 | Guinea-Bissau (bandiera) | A     | Marciano Sanca         |
| 38 | Argentina (bandiera)     | A     | Luka Romero            |

## Calciomercato

### Sessione estiva(dal 01/07 al 01/09)
| Acquisti         | Acquisti         | Acquisti            | Acquisti                         |
| R.               | Nome             | da                  | Modalità                         |
| ---------------- | ---------------- | ------------------- | -------------------------------- |
| P                | Luís Maximiano   | Lazio               | prestito (500 000 euro)          |
| D                | César Montes     | Espanyol            | definitivo (14 000 000 di euro)  |
| D                | Marc Pubill      | Levante             | definitivo (5 000 000 di euro)   |
| D                | Edgar            | Betis               | definitivo (4 500 000 di euro)   |
| C                | Dion Lopy        | Stade Reims         | definitivo (6 500 000 di euro)   |
| C                | Sergio Arribas   | Real Madrid         | definitivo (6 000 000 di euro)   |
| C                | Iddrisu Baba     | Maiorca             | prestito con diritto di riscatto |
| A                | Luis Suárez      | Olympique Marsiglia | definitivo (8 000 000 di euro)   |
| A                | Ibrahima Koné    | Lorient             | definitivo (7 500 000 di euro)   |
| Altre operazioni |                  |                     |                                  |
| R.               | Nome             | da                  | Modalità                         |
| D                | Nikola Maraš     | Alavés              | fine prestito                    |
| D                | Arnau Solà       | Real Murcia         | fine prestito                    |
| D                | Iván Martos      | FC Cartagena        | fine prestito                    |
| C                | Gui Guedes       | Lugo                | fine prestito                    |
| A                | Cristian Olivera | Boston River        | fine prestito                    |
| A                | Arvin Appiah     | Malaga              | fine prestito                    |
| A                | Jordi Escobar    | Betis B             | fine prestito                    |

| Cessioni         | Cessioni           | Cessioni            | Cessioni                        |
| R.               | Nome               | a                   | Modalità                        |
| ---------------- | ------------------ | ------------------- | ------------------------------- |
| D                | Srđan Babić        | Spartak Mosca       | definitivo (5 000 000 di euro)  |
| D                | Rodrigo Ely        | Grêmio              | definitivo (1 500 000 di euro)  |
| D                | Nikola Maraš       | Alavés              | definitivo (1 500 000 di euro)  |
| C                | César de la Hoz    | Real Valladolid     | svincolato                      |
| C                | Samú Costa         | Maiorca             | definitivo (3 000 000 di euro)  |
| C                | Íñigo Eguaras      |                     | rescissione consensuale         |
| A                | El Bilal Touré     | Atalanta            | definitivo (29 100 000 di euro) |
| A                | Cristian Olivera   | Los Angeles FC      | definitivo (4 100 000 di euro)  |
| A                | Francisco Portillo | Leganés             | svincolato                      |
| A                | Luis Suárez        | Olympique Marsiglia | fine prestito                   |
| Altre operazioni |                    |                     |                                 |
| R.               | Nome               | a                   | Modalità                        |
| P                | Diego Fuoli        | San Fernando CD     | definitivo                      |
| D                | Iván Martos        |                     | rescissione consensuale         |
| D                | Arnau Solà         | FC Cartagena        | prestito                        |
| C                | Gui Guedes         | Porto B             | prestito                        |
| A                | Arvin Appiah       | Rotherham Utd       | prestito                        |
| A                | Jordi Escobar      |                     | rescissione consensuale         |
| A                | Dyego Sousa        |                     | rescissione consensuale         |

### Sessione invernale(dal 02/01/24 al 01/02/24)
| Acquisti | Acquisti               | Acquisti | Acquisti   |
| R.       | Nome                   | da       | Modalità   |
| -------- | ---------------------- | -------- | ---------- |
| D        | Aleksandar Radovanović | Kortrijk | definitivo |
| D        | Bruno Langa            | Chaves   | prestito   |
| C        | Jonathan Viera         |          | svincolato |
| A        | Luka Romero            | Milan    | prestito   |
| A        | Anthony Lozano         | Getafe   | prestito   |

| Cessioni | Cessioni          | Cessioni    | Cessioni                       |
| R.       | Nome              | a           | Modalità                       |
| -------- | ----------------- | ----------- | ------------------------------ |
| D        | Kaiky             | Albacete    | prestito                       |
| D        | Sergio Akieme     | Stade Reims | definitivo (6 000 000 di euro) |
| D        | Houboulang Mendes | Mirandés    | prestito                       |
| C        | Arnau Puigmal     | Elche       | prestito                       |
| A        | Lázaro            | Palmeiras   | prestito (1 000 000 di euro)   |
| A        | Marciano Sanca    | Alcorcón    | prestito                       |

## Risultati

### Primera División

#### Girone di andata
| Arbitro: | Alberola Rojas (Castiglia-La Mancia) |

|  |           |                                         |
|  | Marcatori | 20’ (rig.) Isi Palazón 28’ (rig.) Nteka |

| Arbitro: | Sánchez Martínez (Murcia) |

|            |           |                                  |
| Arribas 3’ | Marcatori | 19’, 60’ Bellingham 73’ Vini Jr. |

| Arbitro: | García Verdura (Catalogna) |

|                         |           |             |
| Hernández Rodríguez 59’ | Marcatori | 90+5’ Kaiky |

| Arbitro: | de Burgos Bengoetxea (Paesi Baschi) |

|                        |           |                                            |
| Akieme 54’ Arribas 68’ | Marcatori | 24’ U. Núñez 33’ Strand Larsen 87’ Williot |

| Arbitro: | Hernández Maeso (Estremadura) |

|                            |           |            |
| Gerard 45+5’ Sørloth 90+4’ | Marcatori | 44’ Akieme |

| Arbitro: | Busquets Ferrer (Baleari) |

|                  |           |                            |
| Arribas 59’, 69’ | Marcatori | 14’ Diego López 63’ Guerra |

| Arbitro: | Cuadra Fernández (Madrid) |

|                                                           |           |                      |
| En-Nesyri 7’ Lukebakio 8’ Suso 38’ Lamela 51’ Salas 90+2’ | Marcatori | 71’ (rig.) L. Suárez |

| Arbitro: | González Fuertes (Asturie) |

|                         |           |                                       |
| L. Suárez 41’, 44’, 46’ | Marcatori | 66’ (rig.) Bryan 70’ Ricard 86’ Uzuni |

| Arbitro: | García Verdura (Catalogna) |

|                                       |           |  |
| Guruzeta 10’ D. García 63’ Sancet 81’ | Marcatori |  |

| Arbitro: | Ortiz Arias (Madrid) |

|                                                    |           |                       |
| I. Martín 37’ Dovbyk 39’, 43’ Sávio 71’ Stuani 85’ | Marcatori | 2’, 24’ Léo Baptistão |

| Arbitro: | Hernández Maeso (Estremadura) |

|              |           |                                |
| Ramazani 73’ | Marcatori | 23’ El Haddadi 90+4’ Sory Kaba |

| Arbitro: | Pulido Santana (Canarie) |

|            |           |  |
| Sedlar 79’ | Marcatori |  |

| Arbitro: | de Mera Escuderos (Castiglia-La Mancia) |

|             |           |                                                         |
| Arribas 76’ | Marcatori | 62’ Oyarzabal 90+1’ (rig.) C. Fernández 90+5’ Zubimendi |

| Arbitro: | Hernández Hernández (Canarie) |

|                                 |           |             |
| Greenwood 33’ Borja Mayoral 45’ | Marcatori | 7’ Ramazani |

| Almería 3 dicembre 2023, ore 16:15 CET 15ª giornata | Almería              | 0 – 0 referto | Betis | Power Horse Stadium (14 253 spett.)\| Arbitro: \| Muñiz Ruiz (Galizia) \| |
| Arbitro:                                            | Muñiz Ruiz (Galizia) |               |       |                                                                           |

| Arbitro: | de Burgos Bengoetxea (Paesi Baschi) |

|                       |           |                   |
| Morata 17’ Correa 22’ | Marcatori | 62’ Léo Baptistão |

| Almería 17 dicembre 2023, ore 14:00 CET 17ª giornata | Almería                    | 0 – 0 referto | Maiorca | Power Horse Stadium (11 936 spett.)\| Arbitro: \| González Fuertes (Asturie) \| |
| Arbitro:                                             | González Fuertes (Asturie) |               |         |                                                                                 |

| Arbitro: | Cuadra Fernández (Madrid) |

|                                  |           |                             |
| Raphinha 33’ S. Roberto 60’, 83’ | Marcatori | 33’ Léo Baptistão 71’ Edgar |

| Arbitro: | Soto Grado (Castiglia e León) |

|             |           |  |
| Budimir 27’ | Marcatori |  |

#### Girone di ritorno
| Almería 14 gennaio 2024, ore 14:00 CET 20ª giornata | Almería                   | 0 – 0 referto | Girona | Power Horse Stadium (12 111 spett.)\| Arbitro: \| Busquets Ferrer (Baleari) \| |
| Arbitro:                                            | Busquets Ferrer (Baleari) |               |        |                                                                                |

| Arbitro: | Hernández Maeso (Estremadura) |

|                                                   |           |                       |
| Bellingham 57’ (rig.) Vinícius 67’ Carvajal 90+9’ | Marcatori | 1’ Ramazani 43’ Edgar |

| Arbitro: | Ortiz Arias (Madrid) |

|  |           |                                     |
|  | Marcatori | 10’, 88’ Omorodion 52’ (rig.) Rioja |

| Arbitro: | Muñiz Ruiz (Galizia) |

|                        |           |             |
| Duro 14’ Yaremchuk 23’ | Marcatori | 50’ Arribas |

| Almería 11 febbraio 2024, ore 21:00 CET 24ª giornata | Almería                    | 0 – 0 referto | Atlético Bilbao | Power Horse Stadium (12 863 spett.)\| Arbitro: \| García Verdura (Catalogna) \| |
| Arbitro:                                             | García Verdura (Catalogna) |               |                 |                                                                                 |

| Arbitro: | Gil Manzano (Estremadura) |

|           |           |           |
| Uzuni 75’ | Marcatori | 9’ Pubill |

| Arbitro: | Alberola Rojas (Castiglia-La Mancia) |

|               |           |                       |
| Luka 27’, 64’ | Marcatori | 2’ Correa 57’ De Paul |

| Arbitro: | Sánchez Martínez (Murcia) |

|              |           |  |
| Mingueza 73’ | Marcatori |  |

| Arbitro: | de Burgos Bengoetxea (Paesi Baschi) |

|                               |           |                           |
| Embarba 38’ Milovanović 90+5’ | Marcatori | 81’ Lukebakio 86’ Ocampos |

| Arbitro: | García Verdura (Catalogna) |

|  |           |                   |
|  | Marcatori | 14’ Léo Baptistão |

| Arbitro: | González Fuertes (Asturie) |

|  |           |                                     |
|  | Marcatori | 2’ Arnáiz 9’ Budimir 61’ Iker Muñoz |

| Arbitro: | de Mera Escuderos (Castiglia-La Mancia) |

|                          |           |                         |
| Becker 32’ Oyarzabal 59’ | Marcatori | 30’, 88’ (rig.) Embarba |

| Arbitro: | Ortiz Arias (Madrid) |

|               |           |                            |
| A. Lozano 30’ | Marcatori | 25’ Akhomach 90+2’ Sørloth |

| Arbitro: | Cuadra Fernández (Madrid) |

|               |           |                             |
| A. Lozano 41’ | Marcatori | 27’, 48’ Greenwood 61’ Mata |

| Arbitro: | Hernández Maeso (Estremadura) |

|  |           |               |
|  | Marcatori | 30’ A. Lozano |

| Arbitro: | Muñiz Ruiz (Galizia) |

|                                  |           |                                   |
| Fornals 8’ Isco 28’ A. Pérez 64’ | Marcatori | 45+1’ Léo Baptistão 66’ L. Romero |

| Arbitro: | Alberola Rojas (Castiglia-La Mancia) |

|  |           |                   |
|  | Marcatori | 14’, 67’ F. López |

| Arbitro: | De Burgos Bengoetxea (Paesi Baschi) |

|                      |           |                       |
| Larin 29’ Darder 83’ | Marcatori | 41’ Arribas 66’ Langa |

| Arbitro: | Busquets Ferrer (Baleari) |

|                                                                  |           |            |
| Melero 48’ Arribas 51’, 86’ Zaldúa 57’ (aut.) L. Suárez 65’, 71’ | Marcatori | 30’ Ocampo |

### Copa del Rey

#### Turni eliminatori
| Arbitro: | Busquets Ferrer (Baleari) |

|  |           |                              |
|  | Marcatori | 14’ Ramazani 45’ Milovanović |

| Arbitro: | Villaseñor Julián (Catalogna) |

|               |           |  |
| Carbonell 28’ | Marcatori |  |

## Statistiche

### Statistiche di squadra
Statistiche aggiornate al 19 maggio 2024.
| Competizione     | Punti | In casa | In casa | In casa | In casa | In casa | In casa | In trasferta | In trasferta | In trasferta | In trasferta | In trasferta | In trasferta | Totale | Totale | Totale | Totale | Totale | Totale | DR  |
| Competizione     | Punti | G       | V       | N       | P       | Gf      | Gs      | G            | V            | N            | P            | Gf           | Gs           | G      | V      | N      | P      | Gf     | Gs     | DR  |
| ---------------- | ----- | ------- | ------- | ------- | ------- | ------- | ------- | ------------ | ------------ | ------------ | ------------ | ------------ | ------------ | ------ | ------ | ------ | ------ | ------ | ------ | --- |
| Primera División | 21    | 19      | 1       | 8       | 10      | 22      | 36      | 19           | 2            | 3            | 14           | 21           | 39           | 38     | 3      | 11     | 24     | 43     | 75     | -32 |
| Copa del Rey     | -     | 0       | 0       | 0       | 0       | 0       | 0       | 2            | 1            | 0            | 1            | 2            | 1            | 2      | 1      | 0      | 1      | 2      | 1      | +1  |
| Totale           | -     | 19      | 1       | 8       | 10      | 22      | 36      | 21           | 3            | 3            | 15           | 23           | 40           | 40     | 4      | 11     | 25     | 45     | 76     | -31 |

### Andamento in campionato
| Giornata  | 1  | 2  | 3  | 4  | 5  | 6  | 7  | 8  | 9  | 10 | 11 | 12 | 13 | 14 | 15 | 16 | 17 | 18 | 19 | 20 | 21 | 22 | 23 | 24 | 25 | 26 | 27 | 28 | 29 | 30 | 31 | 32 | 33 | 34 | 35 | 36 | 37 | 38 |
| --------- | -- | -- | -- | -- | -- | -- | -- | -- | -- | -- | -- | -- | -- | -- | -- | -- | -- | -- | -- | -- | -- | -- | -- | -- | -- | -- | -- | -- | -- | -- | -- | -- | -- | -- | -- | -- | -- | -- |
| Luogo     | C  | C  | T  | C  | T  | C  | T  | C  | T  | T  | C  | T  | C  | T  | C  | T  | C  | T  | T  | C  | T  | C  | T  | C  | T  | C  | T  | C  | T  | C  | T  | C  | C  | T  | T  | C  | T  | C  |
| Risultato | P  | P  | N  | P  | P  | N  | P  | N  | P  | P  | P  | P  | P  | P  | N  | P  | N  | P  | P  | N  | P  | P  | P  | N  | N  | N  | P  | N  | V  | P  | N  | P  | P  | V  | P  | P  | N  | V  |
| Posizione | 20 | 20 | 19 | 19 | 19 | 20 | 20 | 20 | 20 | 20 | 20 | 20 | 20 | 20 | 20 | 20 | 20 | 20 | 20 | 20 | 20 | 20 | 20 | 20 | 20 | 20 | 20 | 20 | 20 | 20 | 20 | 20 | 20 | 20 | 20 | 20 | 20 | 19 |

Legenda:

Luogo: C = Casa; T = Trasferta. Risultato: V = Vittoria; N = Pareggio; P = Sconfitta.

### Statistiche dei giocatori
Statistiche aggiornate al 19 maggio 2024.
| Giocatore      | Primera División | Primera División | Primera División | Primera División | Copa del Rey | Copa del Rey | Copa del Rey | Copa del Rey | Totale   | Totale | Totale      | Totale     |
| Giocatore      | Presenze         | Reti             | Ammonizioni      | Espulsioni       | Presenze     | Reti         | Ammonizioni  | Espulsioni   | Presenze | Reti   | Ammonizioni | Espulsioni |
| -------------- | ---------------- | ---------------- | ---------------- | ---------------- | ------------ | ------------ | ------------ | ------------ | -------- | ------ | ----------- | ---------- |
| S. Akieme      | 19               | 2                | 2                | 0                | 0            | 0            | 0            | 0            | 19       | 2      | 2           | 0          |
| S. Arribas     | 33               | 7                | 1                | 0                | 2            | 0            | 0            | 0            | 35       | 7      | 1           | 0          |
| I. Baba        | 25               | 0                | 5                | 0                | 1            | 0            | 0            | 0            | 26       | 0      | 5           | 0          |
| S. Babić       | 1                | 0                | 0                | 0                | 0            | 0            | 0            | 0            | 1        | 0      | 0           | 0          |
| L. Baptistão   | 31               | 6                | 6                | 1                | 2            | 0            | 0            | 0            | 33       | 6      | 6           | 1          |
| Á. Centelles   | 14               | 0                | 2                | 0                | 1            | 0            | 0            | 0            | 15       | 0      | 2           | 0          |
| E. González    | 30               | 2                | 6                | 1                | 1            | 0            | 1            | 0            | 31       | 2      | 7           | 1          |
| A. Embarba     | 35               | 3                | 3                | 0                | 0            | 0            | 0            | 0            | 35       | 3      | 3           | 0          |
| F. M. Kaiky    | 8                | 1                | 2                | 0                | 2            | 0            | 0            | 0            | 10       | 1      | 2           | 0          |
| I. Koné        | 8                | 0                | 0                | 0                | 0            | 0            | 0            | 0            | 8        | 0      | 0           | 0          |
| B. Langa       | 10               | 1                | 1                | 1                | 0            | 0            | 0            | 0            | 10       | 1      | 1           | 1          |
| V. M. Lázaro   | 14               | 0                | 0                | 0                | 2            | 0            | 0            | 0            | 16       | 0      | 0           | 0          |
| D. Lopy        | 30               | 0                | 5                | 0                | 2            | 0            | 0            | 0            | 32       | 0      | 5           | 0          |
| A. Lozano      | 13               | 3                | 1                | 0                | 0            | 0            | 0            | 0            | 13       | 3      | 1           | 0          |
| D. Mariño      | 1                | -2               | 0                | 0                | 1            | -1           | 0            | 0            | 2        | -3     | 0           | 0          |
| F. Martínez    | 3                | -9               | 0                | 0                | 0            | -0           | 0            | 0            | 3        | -9     | 0           | 0          |
| L. Maximiano   | 33               | -63              | 1                | 0                | 1            | -0           | 0            | 0            | 34       | -63    | 1           | 0          |
| G. Melero      | 27               | 0                | 3                | 0                | 1            | 0            | 0            | 0            | 28       | 0      | 3           | 0          |
| H. Mendes      | 7                | 0                | 0                | 0                | 2            | 0            | 1            | 0            | 9        | 0      | 1           | 0          |
| M. Milovanović | 11               | 1                | 0                | 0                | 1            | 1            | 0            | 0            | 12       | 2      | 0           | 0          |
| C. Montes      | 21               | 0                | 5                | 0                | 1            | 0            | 2            | 1            | 22       | 0      | 7           | 1          |
| J. Movilla     | 30               | 0                | 4                | 0                | 2            | 0            | 0            | 0            | 32       | 0      | 4           | 0          |
| M. Peña        | 7                | 0                | 3                | 0                | 0            | 0            | 0            | 0            | 7        | 0      | 3           | 0          |
| A. Pozo        | 21               | 0                | 3                | 0                | 2            | 0            | 0            | 0            | 23       | 0      | 3           | 0          |
| M. Pubill      | 22               | 1                | 2                | 0                | 0            | 0            | 0            | 0            | 22       | 1      | 2           | 0          |
| A. Puigmal     | 11               | 0                | 3                | 0                | 2            | 0            | 0            | 0            | 13       | 0      | 3           | 0          |
| A. Radovanović | 8                | 0                | 2                | 0                | 0            | 0            | 0            | 0            | 8        | 0      | 2           | 0          |
| L. Ramazani    | 29               | 3                | 10               | 2                | 2            | 1            | 1            | 0            | 31       | 4      | 11          | 2          |
| L. Robertone   | 32               | 0                | 11               | 0                | 1            | 0            | 0            | 0            | 33       | 0      | 11          | 0          |
| L. Romero      | 12               | 3                | 2                | 0                | 0            | 0            | 0            | 0            | 12       | 3      | 2           | 0          |
| M. Sanca       | 6                | 0                | 0                | 0                | 2            | 0            | 0            | 0            | 8        | 0      | 0           | 0          |
| L. Suárez      | 14               | 4                | 2                | 0                | 0            | 0            | 0            | 0            | 14       | 4      | 2           | 0          |
| J. Viera       | 11               | 0                | 3                | 1                | 0            | 0            | 0            | 0            | 11       | 0      | 3           | 1          |